# Xylorycta stereodesma
Espèce
Synonymes
- Xylorycta prospicua Meyrick, 1914[1]

Xylorycta stereodesma est une espèce de lépidoptères (papillons) de la famille des Oecophoridae. Elle est endémique d'Australie.